# Dămuc (gmina)
Dămuc – gmina w Rumunii, w okręgu Neamț. Obejmuje miejscowości Dămuc, Huisurez i Trei Fântâni. W 2011 roku liczyła 2761 mieszkańców.